# Abdimstorch
Der Abdimstorch, Regenstorch oder Abdim (Ciconia abdimii) ist eine afrikanische Art der Störche. Er ist ein naher Verwandter der europäischen Arten Weißstorch und Schwarzstorch.

## Beschreibung
Das Gefieder des Abdimstorchs ist oberseits schwarzbraun mit einem purpurfarbenen oder grünlichen Glanz gefärbt; der Bauch ist weiß. Das Gesicht ist durch nackte Hautpartien gekennzeichnet, die blaue, rote und rosa Farben tragen; zur Brutzeit sind diese deutlich leuchtender. Mit einer Länge von 75 bis 80 cm ist der Abdimstorch deutlich kleiner als Weiß- und Schwarzstorch.

## Verbreitung

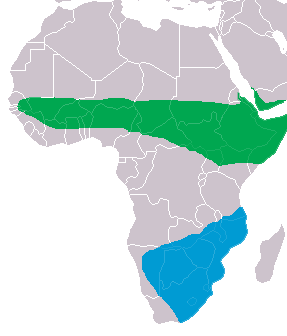
Brutgebiet
Überwinterungsgebiet

Das Brutgebiet befindet sich südlich der Sahara und erstreckt sich vom Senegal bis nach Somalia. Er ist ein charakteristischer Brutvogel der Sahelzone, der westafrikanischen Savannen und des äthiopischen Hochlandes. Eine kleine Brutpopulation findet sich außerdem im Jemen. Nach dem Ende der Brutzeit überfliegen die Störche auf dem Weg in die Winterquartiere den Äquator und verbringen den Rest des Jahres in Ost- und Südafrika.
Die Gesamtpopulation des Abdimstorches wird von der IUCN auf 300.000 bis 600.000 Tiere geschätzt. Er gilt damit als ungefährdet.
Der Abdimstorch ernährt sich fast ausschließlich von Insekten. Vor allem Wanderheuschrecken und Raupen bilden seine Beutetiere. Dies macht den Abdimstorch in weiten Teilen seines Verbreitungsgebiets zu einem außerordentlich beliebten Vogel, für den in manchen Dörfern große Körbe auf Hüttendächern errichtet werden, die ihm den Nestbau erleichtern sollen. Zudem gilt der Abdimstorch lokalem Aberglauben zufolge als Glücks- und Regenbringer.

## Systematik
Früher wurde der Abdimstorch in eine monotypische Gattung Sphenorhynchus gestellt. Der Name Abdim geht auf Abdim Bey (1780–1827) zurück, den ägyptischen Gouverneur von Dongola (im heutigen Sudan), dem sich der Erstbeschreiber Martin Lichtenstein verpflichtet fühlte.